# Hastula marqueti
Hastula marqueti é uma espécie de gastrópode do gênero Hastula, pertencente a família Terebridae.